# Dniprovské věže
Dniprovské věže (ukrajinsky Дніпровські вежі) je nedokončený komplex šesti obytných věží v Kyjevě na sídlišti Troješčyna na Ukrajině. Výstavba započala v roce 1999 a budovy měly sloužit pro zaměstnance ministerstva vnitra, vojáky a jejich rodiny. Ve své době mělo jít o nejvyšší budovy na Ukrajině. Stavba se však již od počátků potýkala s problémy s financováním, pravděpodobnou korupcí a častými změnami investorů, což postupem času vedlo k úplnému zastavení prací a opuštění staveniště. V současné době (2024) jsou budovy zcela opuštěné.

## Historie a parametry

### Parametry komplexu
Každá z budov byla budována technologií monolitické železobetonové kostry, na kterou jsou posléze osazovány obvodové zdi, okna a další. Každá z budov měla disponovat heliportem na střeše v případě požáru (nevylučovalo se ani turistické využití), dvěma vysokorychlostními výtahy, které by umožnily dostat se z úrovně země až do posledního patra za několik sekund, několikastupňové stoupání teplé a studené vody, klimatizací, speciálním systémem čištění pitné vody a v případě náhlého výpadku elektrické energie měl být každý z mrakodrapů vybaven naftovým generátorem. Dále měl komplex zahrnovat tělovýchovné a wellness zařízení, divadelní studio a několik dalších služeb. Všechny budovy by měly přístup ke společnému podzemnímu parkovišti o kapacitě 400 automobilů. Dniprovské věže by byly také napojeny přímo na jednu z linek metra jako odbočka, takže by vlaky zajížděly přímo k budovám.  Na svou dobu mělo jít o jedno z nejmoderněji a nejlépe vybavených bydlení na Ukrajině. Věže měly obsahovat 890 bytů a z toho 400 bytů mělo sloužit pro účely Ministerstva vnitra.

### Historie stavby
Historie komplexu Dniprovských věží sahá až do 90. let, kdy bylo Ministerstvem vnitra rozhodnuto postavit nejvyšší obytné budovy na Ukrajině u vjezdu na největší sídliště v Kyjevě Troješčyna. První zemní práce byly zahájeny v roce 1999.
Již v prosinci 2000 byla na příkaz vedení Ministerstva vnitra Ukrajiny zahájena výstavba samotných šesti budov o výšce 108 metrů s 34 patry (35 v případě započítání technologického patra na vrcholu). Až do roku 2002 výstavba postupovala velmi rychle o tempu 3 patra za měsíc na každé z věží. Na objektech při vrcholu rychlosti stavby pracovalo až 1200 dělníků. První z budov měla být dodána a připravena k obydlení ve čtvrtém čtvrtletí roku 2002. V roce 2003 byla výstavba pozastavena ve stavu, kdy plné výšky 108 metrů dosahovala jen jedna z věží. V tu dobu bylo investováno 127 860 000 hřiven ze strany Ministerstva vnitra Ukrajiny, navíc do výstavby mezitím investovalo asi 300 investorů v celkové výši 90 milionů hřiven. Dohromady tak bylo do projektu investováno necelých 220 milionů hřiven. Zanedlouho byla výstavba obnovena. Do roku 2005 byly u tří věží dokončené hrubé stavby a u dvou hotové obvodové zdi a osazeny okna. Tehdy se počítalo s dokončením prvních dvou věží do roku 2008. Ve stejném roce výstaba zastavena pro vyčerpání financí.
Funkce developera byly poté převedeny na koncern Ukrindustria, který jako generálního dodavatele přizval stavební společnost UkrAzijaBud. V březnu 2008, kdy se společnost UkrAzijaBud začala potýkat s finančními potížemi, převedla ukrajinská vláda funkce developera na společnost Etienne-Vest LLC, která uzavřela obecné smluvní smlouvy se společností Čista voda M LLC.
Od roku 2008 působili jako subdodavatelé Ales-Bud, Cherkasyzalizobetonbud a další společnosti, ale výstavba postupovala velmi pomalu. Dniprovské věže byly dokonce zařazeny na seznam budov, které měly získat finanční pomoc od ukrajinské vlády, ale Ministerstvo vnitra uvedlo, že nedostali nic. Zhruba 100 rezidentů, kteří si zakoupili byty v nedokončených budovách se dožadovalo uznat svá vlastnická práva. V roce 2010 Ministerstvo pro místní rozvoj a výstavbu Ukrajiny uvedlo, že na dokončení výstavby je potřebných dalších zhruba 200 milionů hřiven.
V prosinci 2010 vyšlo najevo, že je údajně nemožné spustit výtahy ve dvou ze šesti výškových budov, protože došlo k jejich naklonění hruba o 10 centimetrů. V roce 2014 však bylo potvrzeno zkouškami, že budovy jsou naprosto v pořádku a ačkoliv jsou lehce poškozeny v důsledku přířodních vlivů, je možné je dokončit (i v případě naklonění jde budovy narovnat za použití hydrauliky). Tvrzení o nemožnosti provozovat výtahy tak zůstává sporné.
Od května 2011 je výstavba věží zcela zastavena. Obnovení výstavby nebylo nikdy oznámeno. Začátkem října 2012 Ministerstvo pro místní rozvoz oznámilo svůj záměř předložit vládě otázku dostavby areálu.
Zajímavostí je, že věže jsou postaveny v rozporu s tehdejšími stavebními předpisy; tehdy neexistovaly normy pro budovy vyšší než 16 pater. Budova se tedy označuje jako experiment.
V roce 2014 bylo staveniště předáno Národní gardě, které pro něj měla najít nového investora. V roce 2019 se o objekt zajímala společnost Žytloekonomija LLC, ale po prostudování projektové dokumentace bylo rozhodnuto, že je ekonomicky nerentablní práce obnovit. Společnost však oznámila, že je ochotna se výstavby účastnit, pokud bude projekt upraven.
Na konci roku 2019 starosta Kyjeva Vitalij Kličko žádal vládu, aby vyřešila problém nedokončených budov, zatím však nedošlo k žádnému pokroku; nebyl nalezen investor, který by věže dokončil.

### Sebevraždy a pády
Za historii existence budov došlo v průběhu let k několika smrtelným pádům z věží. Budovy lákají urbexery a mládež, protože ačkoliv je lokalita údajně hlídaná ochrankou se psem, na místě jsou díry v plotě a ochranka často není přítomna. Například dne 23. května 2011 došlo k pádu dvacetileté ženy z 20. patra budovy. Lékařům se nepodařilo zachránít ji život. Dne 9. října 2023 došlo k pádu dvou sedmnáctiletých dívek.